# Kosmos 2063
Kosmos 2063, sovjetski satelit sustava upozorenja o raketnom napadu iz programa Kosmos. Vrste je Oko (US-K; Oko br. 6054).
Lansiran je 27. ožujka 1990. godine u 16:40 s kozmodroma Pljesecka, s mjesta 43/3. Lansiran je u visoku orbitu oko planeta Zemlje raketom nosačem Molnija-M 8K78M Blok 2BL. Orbita mu je 627 km u perigeju i 39.729 km u apogeju. Orbitna inklinacija mu je 62,93°. Spacetrackov kataloški broj je 20536. COSPARova oznaka je 1990-026A. Zemlju obilazi u 717,80 minuta. Bio je mase 1900 kg.
Preostali dijelovi iz misije vratili su se u atmosferu, blok 2BL iz visoke orbite, a druga dva dijela iz niske orbite.

## Vanjske poveznice
- N2YO.com Search Satellite Database (engl.)
- Celes Trak SATCAT Format Documentation (engl.)